# Bezerk
Bezerk è il secondo album dei Tigertailz, uscito nel marzo 1990 per l'Etichetta discografica Music For Nations.

## Tracce
1. Sick Sex (Finchum, Hooker, Pepper, Tate)
2. Love Bomb Baby (Finchum, Hooker, Pepper, Tate)
3. I Can Fight Dirty Too (Finchum, Hooker, Pepper, Tate)
4. Noise Level Critical (Finchum, Hooker, Pepper, Tate)
5. Heaven (Finchum, Hooker, Pepper, Tate)
6. Love Overload (Finchum, Hooker, Pepper, Tate)
7. Action City (Finchum, Hooker, Pepper, Tate)
8. Twist And Shake (Finchum, Hooker, Pepper, Tate)
9. Squeeze It Dry (Finchum, Hooker, Pepper, Tate)
10. Call Of The Wild (Finchum, Hooker, Pepper, Tate)

## Formazione
- Kim Hooker - voce
- Jay Pepper - chitarra
- Pepsi Tate - basso
- Ace Finchum - batteria

### Altro personale
- Don Airey - tastiere
- Thighpaulsandra - tastiere